# 農民曆

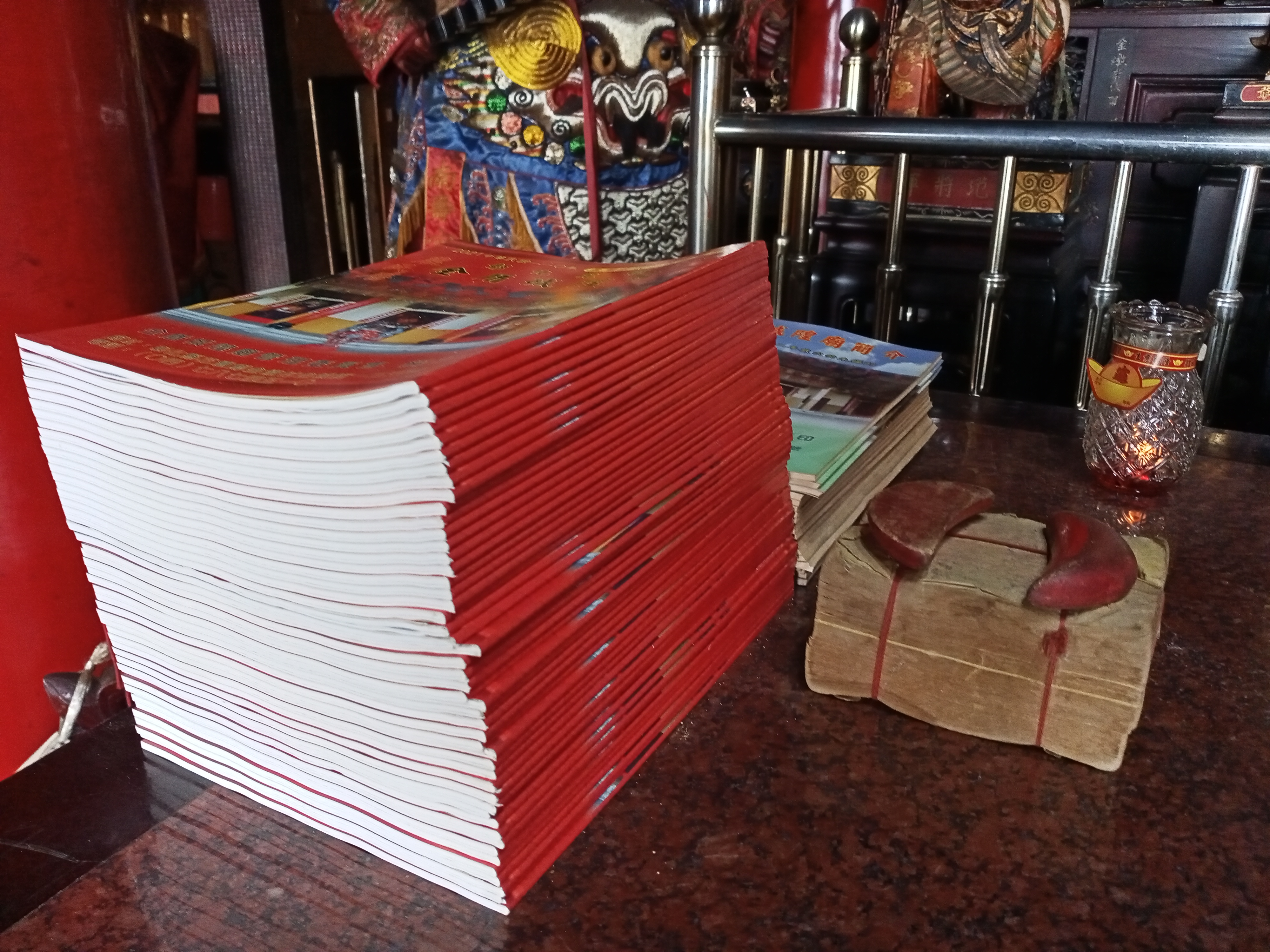
筊杯與農民曆

農民曆是以農業社會的時節與日常生活的參考用書，為古代中國人流傳下來的經歷及體驗，經千年累月撰寫與添加各項內容後而完成現今流傳農民曆，也稱「夏曆」。

## 內容
農民曆主要內容包含中國農曆帶有許多表示當天吉凶的黃曆。並附上二十四節氣的日期表，每天的吉凶宜忌、生肖運程等。不少古代曆法都是由月亮算起，一個推測是黑夜中的月亮特別容易觀察，月亮盈虧一目了然，直至天文技術成熟後，才能觀察到太陽在曆法中的作用。古代農業經濟中，春天播種、秋天收耕，中國古代更以農耕為民生之主要，中國的農曆因此是結合了陰曆與陽曆兩者的陰陽合曆，在陰曆下還會有陽曆，以應四季與諸節氣。也因此，農曆中需閏月，以合乎一年共四季、約365日的長度。
農民曆之內容多數記載農事相關，除了陽曆、陰曆、時令節氣按年照月地順序排列，每日各有劃欄記載吉時凶辰、卦爻、節慶、沖煞之事，因此不僅可作為年曆、月曆、日曆觀看，並可對於婚事、喪禮、掃墓、探病……等重要之事參考做為擇時挑日的依據，在生活上也會供年歲、生肖、卦事查詢，通常在末頁附有太歲符咒與安太歲方法之介紹，日常生活和典禮祭儀等各層面均具有影響，其中「擇吉日宜忌」，為最常使用的內容。。

## 影響性
農民曆在古時，對於農民來說是十分重要，在中國傳統農業社會裡幾乎每戶人家會擁有一冊。在台灣，主要是由各廟宇或鄉鎮農會發行提供，封面多為黃色底福祿壽三星圖像，背面則為食物相剋中毒圖解。在台灣相當普遍成為台灣生活指南。經過時代的轉變，農民曆也逐漸以電子書形式，但是使用它的，卻不只限於農民，也可從中了解先民在古早時期的生活方式軌跡。

## 二十四節氣
立春（2月3日～4日）:為二十四節氣之首。春天開始。農諺有云：『立春趕春氣』，是因立春之後，萬象回春。此時，開始『春耕、夏耘、秋收、冬藏』的時令季節輪轉。
雨水（2月18～19日）:氣溫回升，降雨的機率增高。農諺：『 雨水連綿是豐年』。
驚蟄（3月5～6日）:春雷初響，驚動了蟄伏的冬眠動物開始活動。農諺：「過了驚蟄節，春耕不停歇」。
春分（3月20～21日）:春天過了一半，白晝與黑夜各為十二小時。農諺：『春分，日暝對分』。  
清明（4月4～5日）:天氣轉暖，花草樹木開始萌發枝芽，萬物開始生長。農諺：『清明風若從南起，預報田禾大有收 』。
穀雨（4月19～20日）:是春季的最後一個節氣，雨水增多。農諺：「穀雨補老母」。
立夏（5月5～6日）:夏季開始。農諺：「立夏補老爸」。
小滿（5月21日）:稻麥結實成穗亦進入梅雨季節。農諺：「小滿雨水相趕」。
芒種（6月6日）:進入典型的夏季，芒作物開始成熟。農諺：「芒種蝶仔討無食」。
夏至（6月21日）:炎熱夏天來臨，晝長夜短。農諺：「夏至風颱就出世」。
小暑（7月7日）: 天氣一天比一天熱，農諺：「小暑過，一日熱三分」。
大暑（7月22～23日）: 一年天氣最炎熱的時候，俗諺：「大暑曝死老鼠」。
立秋（7月23日）: （8 月 8 日）秋天伊始，立秋時氣溫慢慢下降但天氣仍炎熱，俗諺：「立秋煎鰗鰍」。
處暑（8月23日）: 暑氣將要結束，白天熱，早晚涼，晝夜溫差大，降水少，空氣濕度低。俗諺：「處暑出大日，秋旱曝死鯽」。
白露（9月8日）: 夜間氣溫下降較快而致水氣開始凝結成露水，露水晶瑩剔透，呈白色而得名。俗諺：「白露勿露身，早晚要叮嚀」。
秋分（9月23日）: 秋天過半，晝夜等長。俗諺：「秋分暝日對分」。
寒露（10月8日）: 寒露代表深秋來臨。天氣比白露更冷。
霜降（10月24日):天氣變得更冷，地面結霜。但是台灣平地實際上極少結霜。
立冬（11月8日): 是冬天的第一個節氣，標示著冬天的開始。
小雪（11月22日）:中國地區北部開始下雪，但雪量不大，故名小雪。而地處亞熱帶的台灣只有山上才有可能下雪。
大雪（12月7日）: 雪量增加，名大雪。
冬至（12月22日）: 本日晝最短夜最長。俗諺：「冬至烏，過年酥」。
小寒（1月5日）:冬至過後天氣漸寒，尚未大冷，故名小寒。俗諺：「小寒大寒人馬安」。
大寒（1月20日）:一年中最冷的時間，也是24節氣的最後一個節氣。俗諺：「大寒冬已盡，寒極春漸至」。

## 爭議
版本眾多，有古時官府版本的通書、道教編寫的黃曆、農人版本的農民曆，官方版的通書以及道教均衍生許多流派，民間版本則是由平民或商人參考官方與道教版本而製作出的農民曆，各家看法不同，台灣的農民曆，版本最為多種，以致現代民眾在查詢擇日宜忌時，常常發生爭端。

## 参見
- 春牛圖
- 安太歲習俗